# Cyphon australis
Cyphon australis es una especie de coleóptero de la familia Scirtidae.

## Distribución geográfica
Habita en Argelia.